# Руис-Басан Хуста, Даниэль
Дани Руис-Басан Хуста (исп. Daniel Ruiz-Bazán Justa; род. 28 июня 1951, Сопуэрта, Страна Басков) — испанский футболист, игрок сборной Испании.

## Карьера
Дани родился городе Сопуэрта, в юности играл в футбол в различных клубах Страны Басков. В 1971 году в возрасте 20 лет он подписал контракт с ФК "Атлетик Бильбао" и провел один полный сезон в резервной команде в Третье Дивизионе.
После двух лет, проведенных в соседнем клубе "Баракальдо" из Сегунды, Дани вернулся в свою альма-матер, забивая по два мяча в течение девяти из следующих десяти лет. Его первый матч в Ла Лиге состоялся 29 сентября 1974 года в гостевом матче против ФК "Валенсия" со счетом 3:0, а в сезоне 1976-77 годов, когда "львы" вышли в финал Кубка УЕФА и Копа дель Рей, а также заняли третье место в лиге, он забил в общей сложности 29 голов в 46 официальных матчах.
Дани помог Атлетику завоевать два чемпионских титула (1983-84), хотя в последней кампании он был лишь второстепенным игроком - десять матчей, три гола - из-за появления другого молодого игрока клуба, Мануэля Сарабии. После перехода Хулио Салинаса в первую команду он был еще больше оттеснен на второй план, и в итоге ушел из команды в июне 1986 года в возрасте 35 лет, забив 147 голов в лиге в 302 матчах.
11 голов Дани в европейских соревнованиях оставались клубным рекордом в течение 25 лет, пока в 2012 году его не обошел Фернандо Льоренте.